# Włodzimierz Chajęcki
Włodzimierz Chajęcki (ur. 20 listopada 1881 w majątku Worobin w powiecie sarneńskim na Polesiu, zm. wiosną 1940 w Katyniu) – kapitan lekarz pospolitego ruszenia Wojska Polskiego, doktor nauk medycznych, ofiara zbrodni katyńskiej.

## Życiorys
Syn Józefa i Marii z Wodzińskich. Absolwent Uniwersytetu Kijowskiego (1912). Powołany do armii rosyjskiej, walczył w I wojnie światowej.
W okresie międzywojennym pracował jako lekarz internista. Posiadał majątek w Byteniu. W 1926 powołany do Wojska Polskiego. Przydział IX batalion sanitarny. W 1934 w stopniu kapitana (starszeństwo z dniem 1 czerwca 1919 i 247 lokatą w korpusie oficerów rezerwy służby sanitarnej) z przydziałem do kadry zapasowej 9 Szpitala Okręgowego. Podlegał pod PKU Wołkowysk.
W czasie kampanii wrześniowej 1939, po agresji ZSRR na Polskę, w nieznanych okolicznościach wzięty do niewoli radzieckiej i osadzony w obozie jenieckim w Kozielsku. 28 kwietnia 1940 przekazany do dyspozycji naczelnika smoleńskiego obwodu NKWD, lista wywózkowa LW 052/4 z 27 kwietnia 1940. Został zamordowany 30 kwietnia 1940 przez funkcjonariuszy NKWD w lesie katyńskim i tam pogrzebany w bezimiennej mogile zbiorowej, gdzie od 28 lipca 2000 mieści się oficjalnie Polski Cmentarz Wojenny w Katyniu. W miejscu tym prowadzone były ekshumacje i prace archeologiczne. Zidentyfikowany podczas ekshumacji prowadzonej przez Niemców w 1943, zapis w dzienniku pod datą 21 kwietnia 1943. Przy zwłokach Włodzimierza Chajęckiego zostały odnalezione: karta mobil., wizytówka, grzebień, nożyczki, listy, 1 medalik oraz naramiennik bez odznak. Figuruje na liście AM 381 i liście Komisji Technicznej PCK pod numerem 381.

### Życie prywatne
Mieszkał w miejscowości Zelwa w powiecie wołkowyskim, gdzie prowadził praktykę lekarską. Żona z domu Strugiewiczówna.

## Upamiętnienie
5 października 2007 roku minister obrony narodowej Aleksander Szczygło mianował go pośmiertnie na stopień majora. Awans został ogłoszony 9 listopada 2007 roku w Warszawie, w trakcie uroczystości „Katyń Pamiętamy – Uczcijmy Pamięć Bohaterów”.
Jest jednym z 305 lekarzy pochowanych na Polskim Cmentarzu Wojennym w Katyniu i upamiętnia go tabliczka epitafijna nr 411. 